# Angkor Wat
Angkor Wat (ou Angkor Vat) é um templo situado 5,5 km a norte da cidade de Siem Reap, na província homônima do Camboja. É o maior e mais bem preservado templo dos que integram o assentamento de Angkor. É também o único que restou com importante significado religioso — inicialmente hindu, e depois budista — desde a sua fundação. O templo é o ponto máximo do estilo clássico da arquitetura Khmer. É considerado como a maior estrutura religiosa já construída, e um dos tesouros arqueológicos mais importantes do mundo. Tornou-se símbolo do Camboja, aparecendo em sua bandeira e sendo sua principal atração turística. Em 14 de dezembro de 1992 foi declarado pela UNESCO Patrimônio da Humanidade.

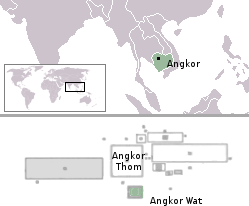
Localização

Angkor Wat faz parte do complexo de templos construídos na zona de Angkor, a antiga capital do Império khmer durante a sua época de esplendor, entre os séculos IX e XV. Angkor abrange uma extensão em torno de 200 km², embora recentes pesquisas estimem uma extensão de 3000 km² e uma população de até meio milhão de habitantes, o que o tornaria o maior assentamento pré-industrial da humanidade.
Foi construído pelo rei Suryavarman II, no começo do século XII, como o seu templo central e capital do seu reino. Desde a sua construção, e até o translado da sede real ao próximo Bayon, em finais do mesmo século, Angkor Wat foi o centro político e religioso do império. O recinto — entre cujos muros se calculou que viviam 20 000 pessoas— cumpria as funções de templo principal e, além disso, abrigava o palácio real. Dedicado inicialmente ao deus Vixnu, o templo combina a tipologia hinduísta do templo-monte — representando o Monte Meru, morada dos deuses— com a tipologia de galerias própria de períodos posteriores. O templo consta de três recintos retangulares concêntricos de altura crescente, rodeados por um lago perimetral de 3,6 km de comprimento e de uma largura de 200 m. No recinto interior erguem-se cinco torres em forma de loto, atingindo a torre central uma altura de 42 m sobre o santuário, e 65 m sobre o nível do solo.
A palavra Angkor vem do cambojano នគរ Nokor, e pela sua vez da voz sânscrito नगर Nagara que significa "capital", enquanto a palavra Wat é de origem khmer e traduz-se como "templo". O nome de Angkor Wat é em todo caso posterior à sua criação, pois originalmente recebeu o nome de Preah Pisnulok; nome póstumo do seu fundador Suryavarman II.

## História

Angkor Wat na bandeira do Camboja.

Angkor Wat é o expoente máximo da arquitetura do Império khmer, cujos primeiros templos remontam ao século VI. O promotor deste gigantesco monte-templo foi Suryavarman II, que reinou de 1113 até 1150 d.C. Suryavarman II alcançou o poder após assassinar o então rei Dharanindravarman, saltando sobre ele enquanto o monarca passeava no seu elefante, pelo qual alguns historiadores opinam que as colossais dimensões deste templo estão motivadas em parte pelo desejo de contra-arrestar a aparente ilegitimidade do seu reinado.
Segundo conta a lenda, o rei quis situar o templo num local do agrado dos deuses, pelo qual soltou um boi na planície e resolveu construir o templo onde o animal tombasse. Seja certa a lenda ou não, Suryavarman II estabeleceu o templo junto à antiga cidade de Yashodharapura (que em sânscrito significa "cidade sagra"), situada a escassos quilômetros da atual cidade de Siem Reap, e assim como os seus predecessores, dispôs o palácio dentro do recinto murado do complexo. Os trabalhos no templo foram interrompidos pela morte do rei e não foram continuados, de modo que a construção do complexo durou unicamente 37 anos.
Em 1177 Angkor foi saqueada pelo Cham, um situados no atual Vietnã e inimigo tradicional dos Khmer. Poucos anos depois, com o advento do rei Jayavarman VII os invasores foram expulsos e as fronteiras do império ampliadas. Este importante rei, cujo reinado se estendeu de 1181 a 1220 d.C., abandonou o hinduísmo e converteu-se ao budismo do ramo Mahāyāna, estabelecendo a nova capital no vizinho Angkor Thom, com Bayon como novo templo.
No fim do século XIII, o rei Jayavarman VIII retornou às crenças hinduístas, destruindo parte do legado de Jayavarman VII e melhorando alguns templos hinduístas, incluído Angkor Wat. A Jayavarman VIII foi sucedido por Srindravarman em 1295: este novo rei, que nos anos anteriores fora ordenado monge budista em Sri Lanka, mudou novamente a religião do império para o budismo, embora adotando esta vez as crenças do ramo Teravada. Entre os séculos XIV e XV, o Império khmer viu chegar do Sri Lanka os primeiros monges budistas Teravadas, que transformariam os templos para a nova religião. O templo de Angkor Wat foi então remodelado para se adaptar ao culto budista Teravada, fatos que aconteceram pouco antes do abandono final de Angkor.

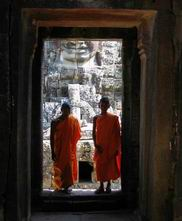
Os monges de Angkor Wat foram os únicos que permaneceram durante os séculos do abandono.

Apesar da decadência do império e do abandono dos templos durante os séculos seguintes, os monges budistas permaneceram em Angkor Wat até ser redescoberto pelos franceses. Nas galerias do Preah Poan —uma galeria cruciforme que serve de entrada para o terceiro recinto do templo— encontraram-se estátuas de Buda de madeira, pedra e metal. Algumas destas esculturas foram datadas entre os séculos XVI e XVIII, o qual confirma que o templo de Angkor, ao contrário de outros na região, nunca foi abandonado. A aparição de inscrições em idiomas como o birmano ou japonês permitem inferir a repercussão do templo para além das fronteiras cambojanas.
Não se conhecem com certeza as razões pelas quais Angkor foi abandonada: uma das mais prováveis foi a decadência do Império khmer, nomeadamente por causa das incursões mongóis (1283) e siamesas (entre 1369 e 1431), que evidenciaram a excessiva cercania da capital a respeito dos invasores, pelo qual os governantes puderam determinar a procura de um sítio mais seguro a sul do lago Tonlé Sap, nas zonas próximas às atuais cidades de Phnom Penh e Udong. Além disso, a localização destes novos locais ao delta e ao Mar da China dotava-os de uma melhor situação estratégica para o comércio e o intercâmbio marítimo, tão importante numa região em que o transporte por terra praticamente ficava interrompido à época das Monções. Argumenta-se também a possibilidade de epidemias ou fome (motivadas talvez pela pequena Idade do Gelo experimentada na Idade Média), que obrigaram a monarquia a mudar o seu trono para sul. Em qualquer caso, Angkor foi abandonada em 1432 e a nova capital estabelecida em Lovek, perto da atual Phnom Penh.
Porém, Angkor foi novamente habitada na segunda metade do século XVI: em 1550, o rei Ang Chan (1516–1566) deslocou-se para Angkor Thom, embora mantivesse a capital em Lovek, e em 1576, o rei Satha transladou novamente a corte para Angkor. Como consequência, diversas tarefas de restauração foram realizadas em Angkor Wat, as quais ficam constadas numa inscrição de 1577. Contudo, esta nova ocupação de Angkor durou pouco, em 1594 os siameses conquistaram o débil império cambojano, e Angkor foi abandonada definitivamente.

### Descobrimento no ocidente

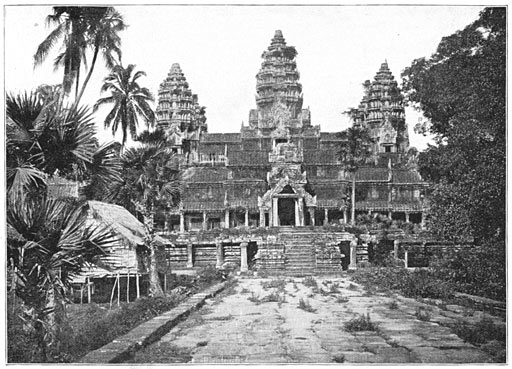
Fotografia de Angkor, tomada em 1866 por Emile Gsell.

Após o seu abandono em finais do século XVI, Angkor ficou sepultada pela selva, com a única exceção do templo de Angkor Wat, que permaneceu habitado por monges budistas.
Ainda persiste a lenda de que Angkor Wat caiu no olvido até ser redescoberto em finais do século XIX pelo naturalista francês Henri Mouhot, encontrando o templo acidentalmente enquanto caçava borboletas. Esta história é um mito, pois Mouhot não foi o primeiro ocidental a visitar o templo, e este nunca foi completamente abandonado, permanecendo na memória coletiva do povo khmer e até mesmo transcendendo as fronteiras do seu império. A primeira visita documentada de um ocidental a Angkor Wat aconteceu em 1586 e foi realizada pelo freire capuchinho português António da Madalena. As impressões do freire foram recolhidas por um funcionário público e historiador português chamado Diogo do Couto, quem deixá-las-ia por escrito:
| “ | "... uma construção de tal modo extraordinária que não é possível descreve-la por escrito, especialmente é diferente de qualquer outro edifício no mundo. Possui torres, decoração e todos os refinamentos que o génio humano pode conceber." | ” |

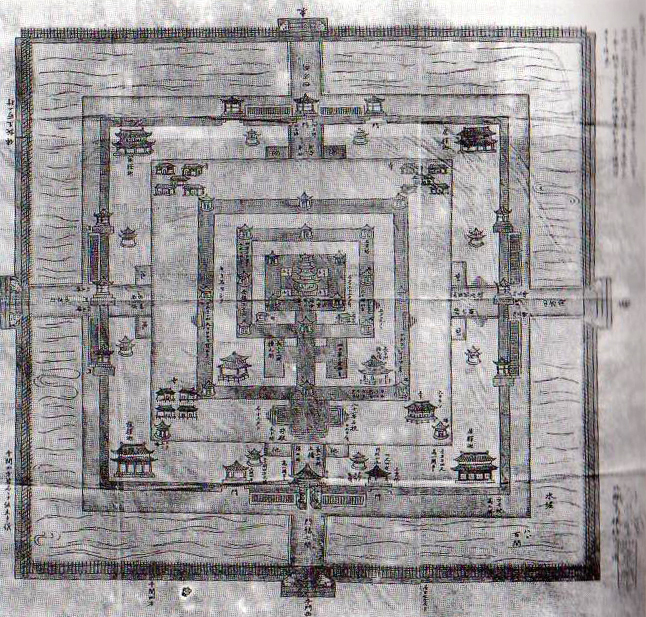
O plano mais antigo conservado de Angkor Wat (século XVII).

Após esta visita, outros pioneiros europeus, especialmente espanhóis e portugueses, continuaram visitando as ruínas, embora sem repercussão pública. Também se tem registro de uma carta de 1668 na qual um freire francês de nome Chevreul menciona o local. O templo também recebeu visitas do oriente: o mapa mais antigo de Angkor Wat, datado entre 1623 e 1636,  foi obra de um peregrino japonês de nome Kenryo Shimano.
Em 1857, o missionário francês Charles Emile Bouillevaux foi o primeiro a deixar constância "moderna" da visita de um ocidental a Angkor Wat, ao publicar no seu livro Viagem à Indochina 1848–1856, os Annam e Camboja, uma breve resenha sobre a visita realizada ao templo em 1850. Mas não seria até 1860, que um compatriota seu, o naturalista e explorador Henri Mouhot, conseguiu por fim atrair a atenção popular para Angkor. Após uma viagem financiada pela Royal Geographical Society e a   Zoological Society of London  , os desenhos e a apaixonada descrição do templo registrados nos cadernos da viagem deste naturalista foram publicados postumamente em Paris em 1868, com o nome de "Voyage dans les royaumes de Siam, de Cambodge de Laos" (Viagem aos reinos do Sião, do Camboja e do Laos). Nas suas observações, o francês exaltava a beleza e magnificência do templo: 
| “ | Um desses templos — rival do de Salomão, e erigido por algum antigo Michelangelo—, poderia ocupar um honorável lugar entre os nossos edifícios mais belos. É maior do que qualquer do nossos legados de Grécia e Roma, e apresenta um triste contraste com o estado de barbárie em que agora se encontra sumida a nação | ” |

Em 1863, entre a visita de Mouhot e a publicação dos seus cadernos de viagem, Camboja tornou-se protetorado francês, e vários grupos de exploradores chegaram a Angkor: um dos primeiros foi o fotógrafo escocês John Thomson, que trabalhou também para a Royal Geographical Society, e que após ler as crônicas de Mouhot decidiu visitar Angkor. Em 1866 realizou uma série de cinquenta fotografias, especialmente de Angkor Wat, publicadas um ano depois. Estas fotos, com o Livro de Mouhot, lançaram definitivamente à fama o templo de Angkor Wat, enquanto o número de viajantes e exploradores que chegavam em Angkor seguiu em aumento.

### Restauração

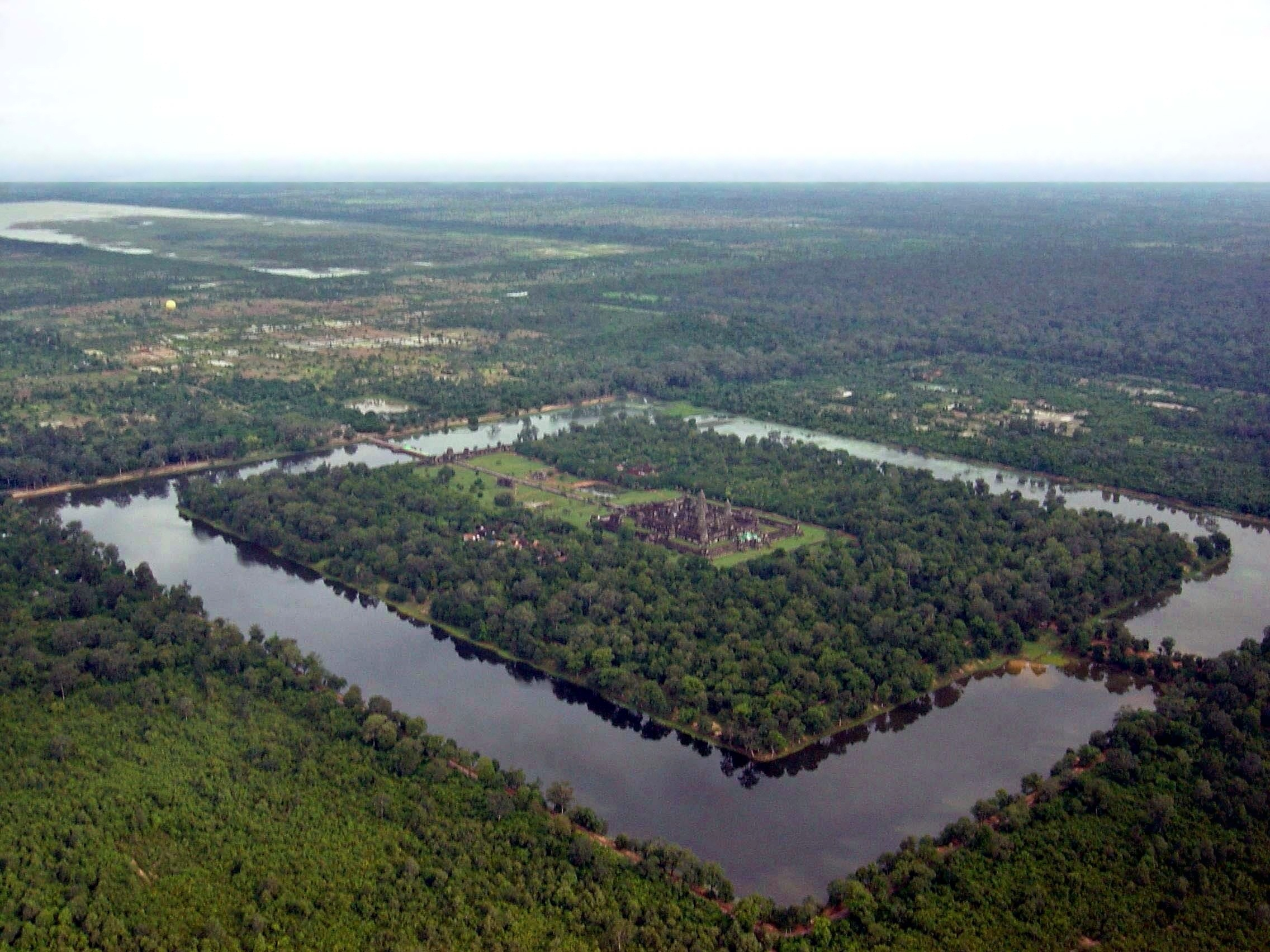
Vista aérea do complexo atualmente.

Em 1898 foi fundada a École Française d'Extrême-Orient  visando estudar o patrimônio artístico da Indochina sob domínio francês. Em 1907 o Sião (a atual Tailândia) cedeu vários territórios ao Camboja, entre os quais se encontra a zona de Angkor. A partir deste fato a conservação dos monumentos passou a ser responsabilidade da École, a qual, um ano depois, iniciou os trabalhos de conservação. A tarefa foi encomendada a um militar e administrativo francês chamado Jean Commaille, que entre 1908 e 1910 decidiu concentrar os esforços em Angkor Wat. Após o assassinato de Commaille em 1916, este foi sucedido pelo arquiteto Henri Marchal, já um verdadeiro técnico, que levou a Angkor o método da anastilose, aprendido dos holandeses durante uma viagem a Java na década de 1930. Marchal foi sucedido por Maurice Glaize em 1937 e por outros mais tarde, até os trabalhos de restauração da École serem interrompidos na década de 1970 pela devastadora revolução dos Khmer Vermelho.
Em 1993, um ano depois da declaração de Angkor como Patrimônio da Humanidade e por causa de uma conferência intergovernamental em Tóquio, um Comitê de Coordenação Internacional foi estabelecido para restaurar e preservar o patrimônio de Angkor. Paralelamente, o governo cambojano criou a APSARA (Autoridade para a gestão e proteção de Angkor e a região de Siem Reap) com o objetivo de obter o status permanente de Patrimônio da Humanidade por parte da UNESCO; um status que se conseguiu em 1995.
Diversas equipas internacionais intervieram ou ainda continuam os trabalhos de restauração no templo, destacando-se as restaurações da esquina norte do muro oeste (iniciada em 1995) e da biblioteca norte.
Assim como em outros templos de Angkor, a maioria das trabalhos de restauração são levados mediante o método da "reintegração" ou anastilose; um processo de reconstrução que consiste em recolocar as peças originais derrubadas, ou em alguns casos até mesmo elaborar novamente as peças em falta —desde que exista informação suficiente para o fazer fielmente. Outra técnica utilizada consiste em desmontar peça por peça o monumento para proceder à sua limpeza ou a sua consolidação, para posteriormente restituí-lo ao seu estado original.

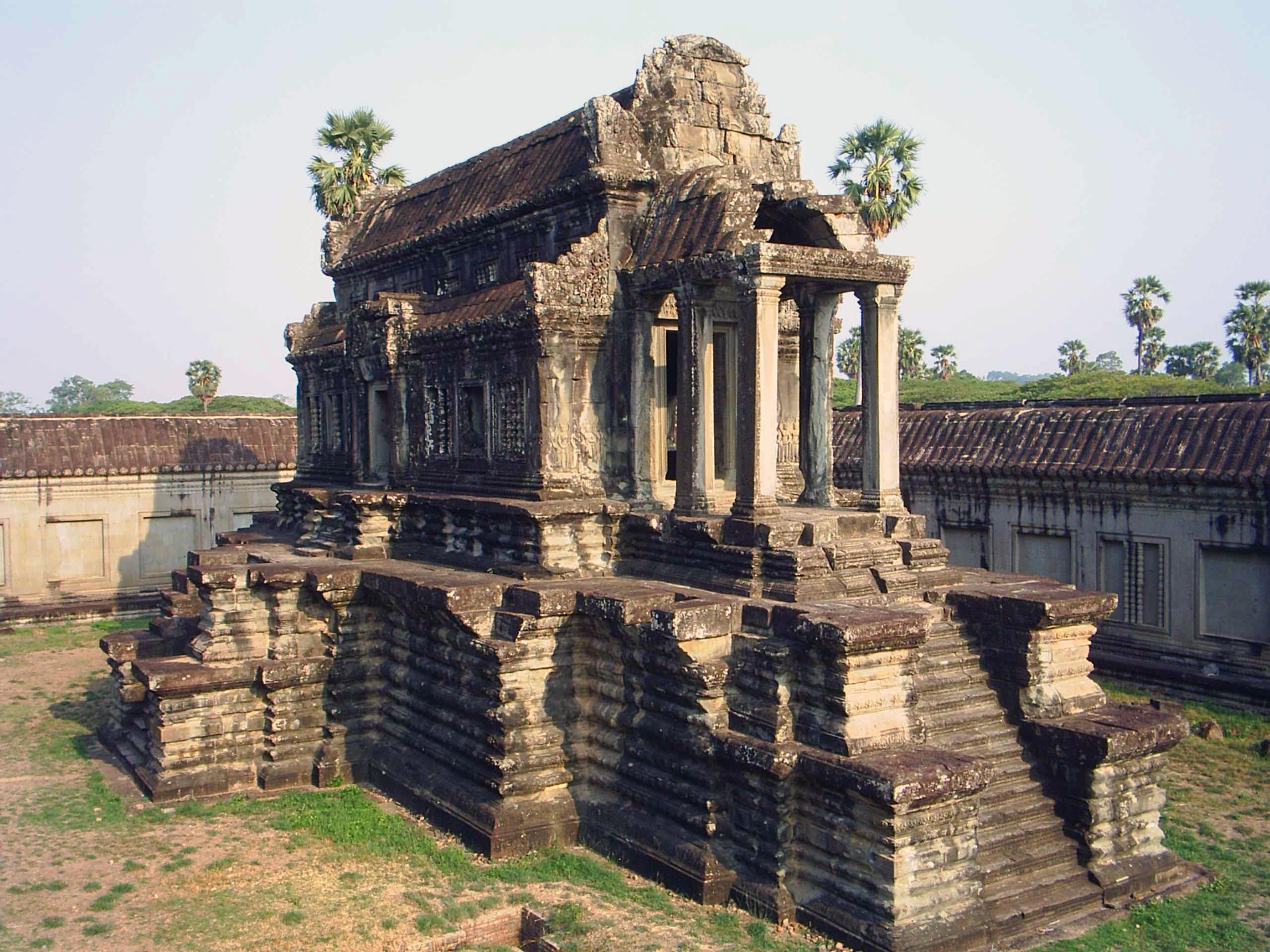
Uma das "bibliotecas". Apesar do nome, não se tem certeza sobre a função original destes edifícios.

Porém, os trabalhos de restauração nem sempre foram os mais adequados: entre 1986 e 1992 o Levantamento Arqueológico da Índia manteve um projeto para retirar toda a vegetação, musgo e líquenes das pedras. Nesta limpeza, a equipa indiana empregou alguns produtos químicos daninhos a meio prazo para a pedra, o que validou as críticas de vários arqueólogos ocidentais. Nos anos seguintes, a equipa alemã encarregada das apsarás encontrou amostras desta deterioração em alguns dos baixo-relevos. Além disso, recentemente alertou-se sobre a presença de uma bactéria que poderia estar acelerando a degradação da superfície das pedras, e cuja proliferação poderia dever-se à ausência de uns minúsculos líquenes eliminados durante as trabalhos de limpeza e restauração.
Nem as primeiras intervenções francesas no templo estiveram isentas de críticas: várias das atuações mais antigas, sobre monumentos cuja integridade estrutural estava ameaçada, foram apressadas e sem os meios adequados. Como resultado, atualmente há pilares reforçados com abraçadeiras metálicas oxidadas, emplastes de concreto rachando ou até mesmo rodeando pilares danificados, ou barras de aço embutidas na pedra; intervenções procedentes da época de Henri Marchal, e geralmente justificadas como um "mal menor". Contudo, uma das intervenções francesas mais criticadas foi a reconstrução de um antigo artesoado de madeira empregando concreto em lugar do material original, uma obra realizada na galeria sul do templo em tempos mais recentes. Aparentemente, o teto de madeira original desapareceu na década de 1970, utilizado pelas guerrilhas dos khmer vermelho para fazer fogo. Não foram estes os únicos danos contemporâneos que sofreu o templo: também um projetil perdido norte-americano destruiu acidentalmente um dos pavilhões. Porém, os maiores danos procedem da pilhagem e do contrabando de antiguidades que padeceu o templo nas últimas décadas, especialmente durante a década de 1990. Felizmente, a conscientização popular e a crescente vigilância, tanto por parte governamental como pela UNESCO, parecem estar melhorando a situação.

## Arquitetura

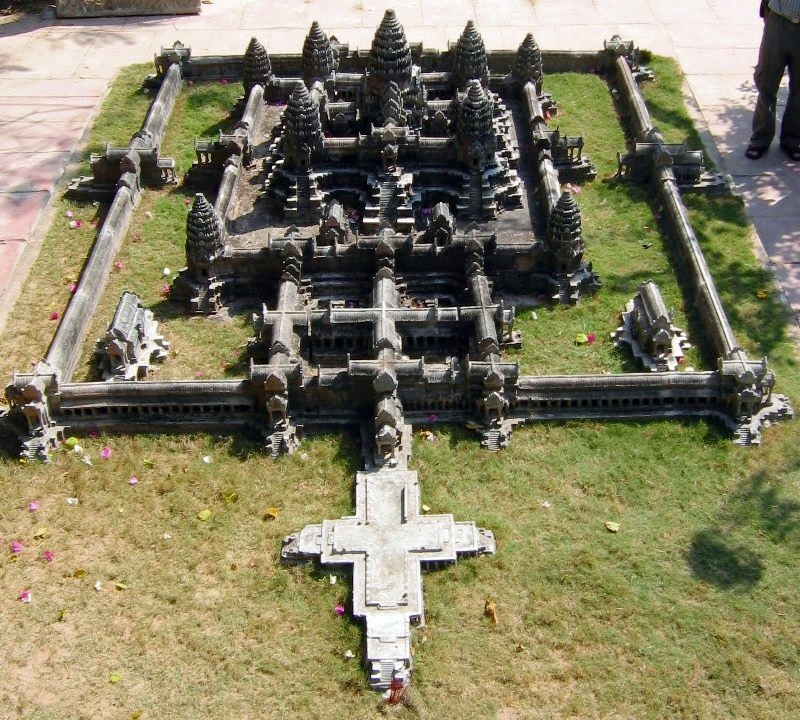
Maquete do templo central.

Dum ponto de vista estético, o templo é enquadrado no chamado "estilo angkoriano", que é a etapa artística mais madura e refinada na evolução da arquitetura khmer, bem como a última de influência puramente hinduísta.
Os templos khmer não eram concebidos como locais para a reunião dos fiéis mas para morada dos deuses, pelo qual apenas a elite religiosa e política do país tinha acesso aos recintos centrais. Angkor Wat apresenta a particularidade de ser um templo cuja finalidade última era servir de tumba para o rei. Esta concepção dos templos khmer ocasiona que as suas zonas mais sagradas careçam de grandes entradas ou espaços cerimoniais, para que a atenção seja focada na percepção exterior do templo. Tanto os terraços quanto as torres de Angkor Wat foram desenhadas para serem percebidas harmoniosamente do exterior, as suas alturas e modulação têm em conta os efeitos da perspectiva. Nos prasat foram empregues estratégias como a de reduzir paulatinamente a altura dos sucessivos terraços ou o tamanho dos pormenores na torre à medida que a construção se eleva: isto produz no observador a sensação de se encontrar perante uma construção mais alta do que é realmente. Também a relação entre a distância e altura das torres de Angkor Wat foi calculada para apresentar uma encenação homogênea desde a entrada do templo, sem que os elementos mais próximos cheguem a ocultar os mais afastados.
Angkor Wat materializa o esquema "clássico" do templo-monte khmer da etapa angkoriana, consistente num prasat (templo piramidal) central rodeado de vários pátios concêntricos de altura descendente e forma quadrangular (pois o quadrado simbolizava a perfeição), e terminados nas suas esquinas com novos templos menores. Completam o conjunto duas "bibliotecas" isentas em simetria com o eixo central, ficando tudo circunvalado por um novo muro e um lago. Esta configuração recreia um microcosmos do universo Hindu: o seu grande lago perimetral evoca os oceanos, enquanto os diferentes recintos concêntricos simbolizam as diferentes alturas do Monte Meru. Os Prasats ou torres piramidais simulam os picos das montanhas, sendo o prasat central o próprio monte Méru e os outros as montanhas que o circundam. O próprio percurso, com as suas sucessivas subidas através de empinadas escadas, representa a ascensão ao monte.
A construção, de 1500 x 1300 m de lado, ocupa uma extensão retangular de aproximadamente 200 hectares, incluindo um lago perimetral de 190 m de largura. O complexo pode ser dividido em duas zonas diferenciadas: o grande recinto exterior delimitado pelo muro perimetral, e a plataforma central sobre a qual se elevam o conjunto de três recintos concêntricos, e que constituem o "templo" em si.

### Recinto exterior

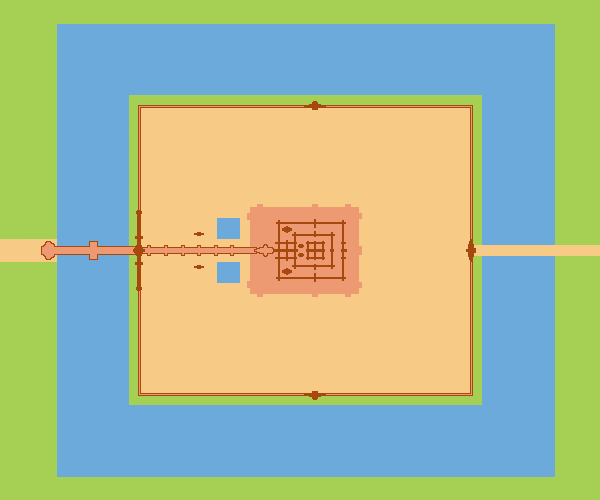
Planta geral de Angkor Wat.

O recinto exterior, rodeado pelo lago, tem dimensões de 1025 x 800 m, ocupando 82 hectares. O perímetro do lago, que tem um comprimento total de 5,5 km, está escalonado com várias fieiras de pedra. Duas passarelas de 12 m de largura e enfeitadas com uma balaustrada com a típica forma de Naga (serpente mítica de 5 ou 7 cabeças), cruzam o lago de leste e a oeste, permitindo a entrada e saída do templo.
O recinto é fechado por um muro de laterita de 5 m de altura sobre o qual se assenta um pórtico de 235 m de comprimento que possui um corredor colunado na sua parte exterior. No pórtico destacam-se três torres marcando as suas respectivas entradas: a principal consiste numa gopura ou pavilhão de entrada, precedida por um pequeno vestíbulo, ladeado por duas entradas menores, habilitadas aparentemente para permitir o passo dos elefantes e das carruagens.
Quer por ser um templo funerário para o rei, quer por estar dedicado ao deus Vixnu (associado ao quadrante oeste do universo), Angkor Wat, ao contrário do restante de templos, está orientado para oeste. Por este motivo, a direção das histórias narradas nos relevos do templo devem ser lidas no senso contrário às agulhas do relógio.
Da entrada oeste até os três recintos concêntricos do templo central desenvolve-se um caminho elevado de 10 m de largura e 352 m de comprimento, também ladeado com nagas. Cada 50 m a balaustrada é interrompida com duas escadas simétricas que permitem descender o metro e meio que separa o caminho do chão. No amplo terreno deste primeiro recinto ficava o palácio real e alojava-se a população permanente do templo; porém, devido ao perecível das estruturas nas quais habitavam, atualmente apenas restam vestígios, à exceção dos dois edifícios de pedra que poderiam cumprir a função de bibliotecas, situados também simetricamente ao caminho central. Os dois grandes lagos retangulares de aproximadamente 50 m de largura que aparecem no final deste percurso central foram construídos em data posterior ao templo original. Atualmente, o terreno abriga também um pequeno assentamento de monges budistas e outro pequeno povoado no lado oposto do templo, todos eles de construção mais recente e sem interesse arquitetônico.
O caminho desemboca num terraço de planta cruciforme com dois níveis, e esta, pela sua vez, conduz à grande plataforma de 258 x 332 m sobre a qual se assenta o templo central.

### Templo central

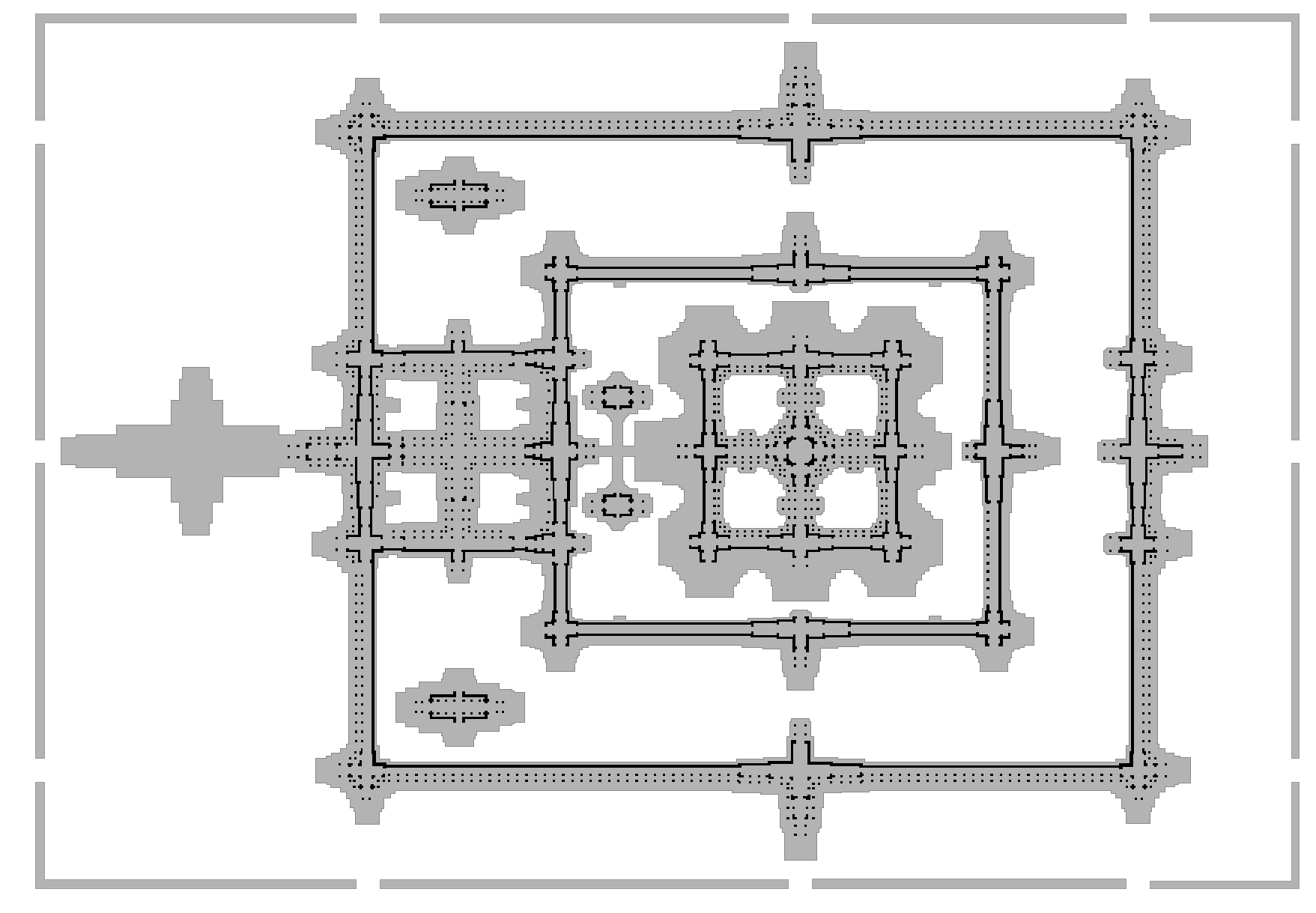
Templo central ou Bakan.

O núcleo de Angkor Wat, ou o templo principal, é denominado Bakan. Este sofreu uma transformação em finais do século XVI para se acomodar aos requisitos das estupas budistas. O templo apoia-se sobre uma grande plataforma, e é dividido em três recintos de altura crescente, delimitados por corredores de colunas e com pavilhões nos extremos: o terceiro recinto, ou recinto exterior, carece de torres, e os seus relevos estão dedicados ao rei construtor do templo, Suryavarman II. Os recintos segundo e terceiro possuem torres sobre os seus pavilhões. O recinto segundo carece de baixo-relevos, enquanto os relevos do primeiro estão dedicados ao deus Vixnu.
Embora os recintos sejam concêntricos, não são totalmente simétricos: entrando por leste  existe mais espaço entre o segundo e terceiro recinto (o mais exterior). Neste lado três entradas foram abertas, em lugar da única entrada praticada no restante das orientações. Três galerias comunicam o terceiro recinto com o segundo, continuando cada uma das três entradas do lado leste. Uma galeria liga perpendicularmente as três galerias pelo seu ponto meio, criando uma estrutura cruciforme denominada Preah Poan. Entre as galerias do Preah Poan aparecem quatro fossos, que originariamente estavam inundados e eram utilizados com fins rituais. Nos séculos posteriores, esta zona do templo adquiriu especial relevância ao servir como local de armazenamento para múltiplas estátuas de buda, recebendo o nome de "galeria dos mil budas". A maioria destas estátuas foram saqueadas, ou retiradas por motivos de segurança no início da década de 1970. A norte e sul do Preah Poan aparecem duas novas "bibliotecas".

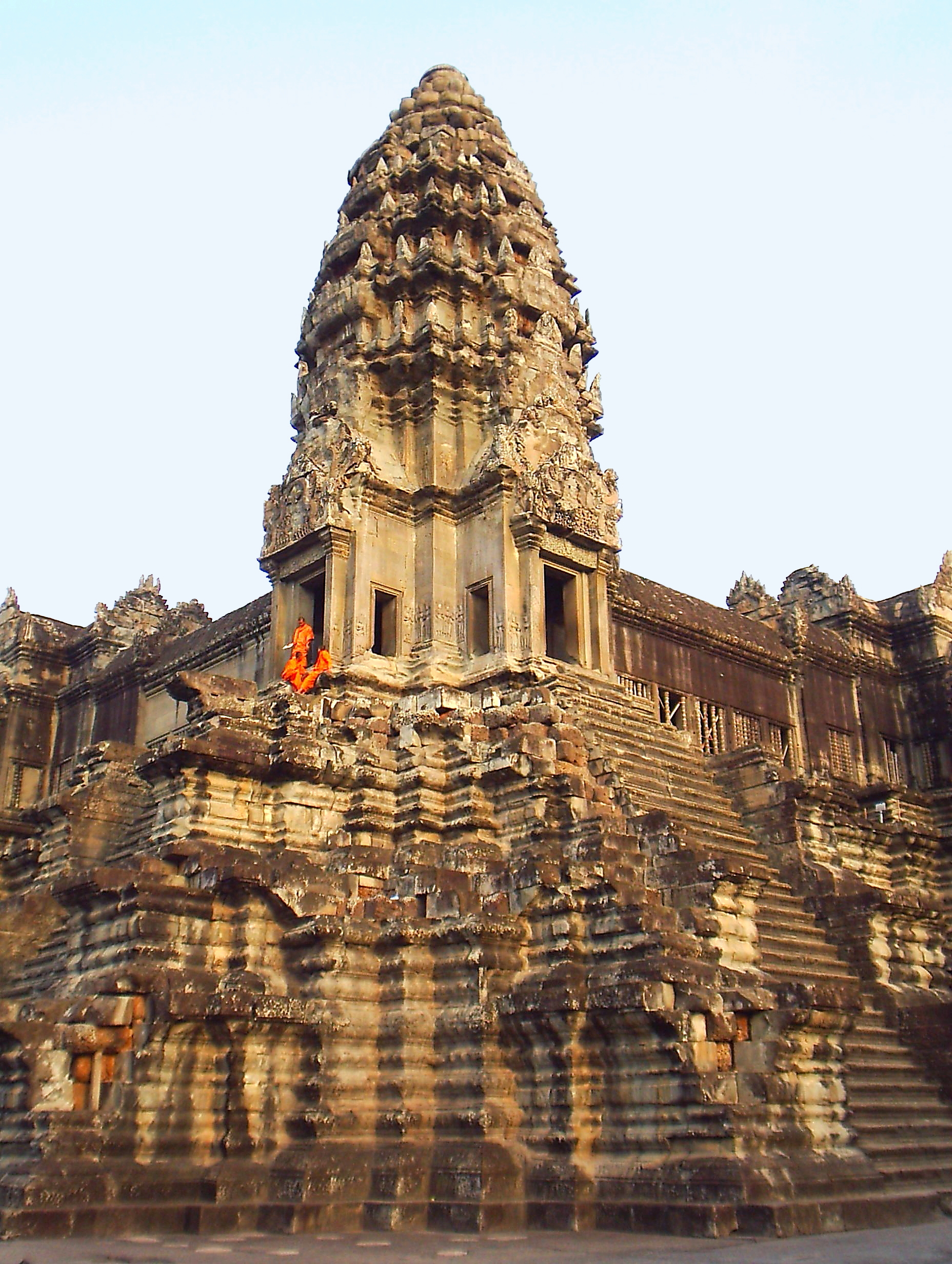
Escadas de acesso ao primeiro recinto.

Acede-se ao segundo recinto por meio de escadas fortemente inclinadas, que segundo a iconografia hindu, simbolizam a ascensão à montanha dos deuses. No segundo recinto, de 115 x 100 m, também aparecem duas novas "bibliotecas" menores. Este segundo recinto ou nível não era acessível para o povo, pelo qual a sua arquitetura muda: os muros exteriores são cegos, e a galeria somente se abre ao interior mediante janelas atravessadas por colunas de complexo relevo. Dentro do segundo recinto aparece a plataforma do recinto central, erguida entre 11 e 13 metros segundo as diferentes fontes, e à qual se acede mediante escadas com inclinação em torno des 70º, salvo no lado oeste, seguindo a direção principal, no qual a inclinação é de 50º.
O primeiro recinto, acessível somente para o rei e o sumo sacerdote, é um quadrado de 60 metros de lado que contém, dispostos em quincúncio, os 5 Prasat ou templos piramidais que representam os picos do Monte Meru. Os cinco templetes ficam ligados mediante novos corredores que geram quatro pátios, similares aos do Preah Poan. O prasat central é maior que os demais, e na sua base alberga um amplo nicho de 4,6 m de lado no que se alojava uma estátua de Vixnu. O recinto dispunha originariamente de aberturas aos quatro pontos cardeais, porém, após a reconversão ao culto budista, foi transladada a estátua e removidas as portas para esculpir nelas imagens de Buda.
Em 1908 foi aberta uma das quatro entradas do prasat central, e em 1934 descoberto um alçapão de 25 m de profundidade sob o lugar no qual devia descansar a estátua de Vixnu. O alçapão guardava unicamente duas folhas de ouro e quatro menores com duas safiras brancas, pelo qual se acredita que o tesouro foi saqueado antes.

## Decoração

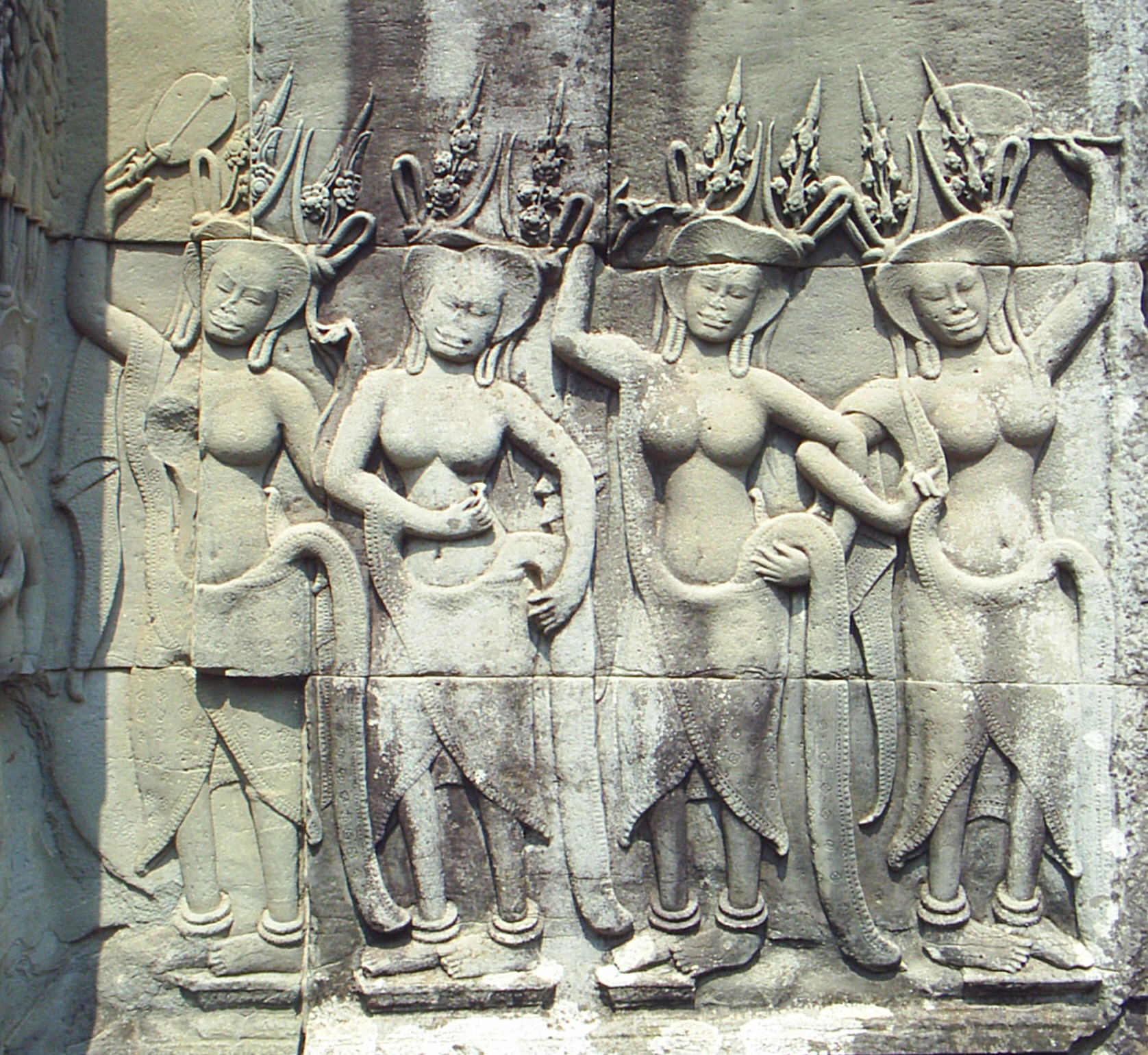
Apsarás esculpidas numa das bibliotecas.

A maior parte das paredes do templo estão decoradas com frisos em baixo-relevo de grande tamanho e bom feitio.
Os baixo-relevos do recinto exterior, que enfeitam o corredor colunado perimetral (ou talvez para cujo visionado foi habilitado o corredor perimetral), possuem dois metros de altura, e ocupam uma extensão total de mais de 1 000 m². A parte nordeste do recinto exterior ficou sem esculpir à morte de Suryavarman II, sendo finalizada no século XVI com baixo-relevos de qualidade artística inferior. Com a exceção do muro sul, dedicado ao rei, os relevos narram histórias dos livros épicos hindus Ramayana e Mahabharata e pelo menos desde o século XVI estiveram policromados, e até mesmo puderam receber algum tipo de verniz protetor. Atualmente somente se apreciam restos parciais de cor em zonas pontuais: foram identificadas três cores: vermelho, preto e dourado.
Entre as esculturas destaca-se a abundância de figuras femininas: algumas fontes falam de devatas, ou deusas femininas hindus, cerca de 1500 em todo o templo, e outras de apsarás ou dançarinas celestiais, cerca de 2000.
Praticamente toda a superfície do templo está ornamentada: nas zonas onde não aparecem baixo-relevos, há formas e adornos arquitetônicos e geométricos de grande complexidade; é comum observar como nos telhados das galerias, a pedra foi esculpida imitando as telhas cerâmicas, bem como as portas e janelas de pedra imitavam as formas geradas pelos seus equivalentes em madeira. No repertório formal do templo aparecem também motivos florais, limitados a decorar esquinas.

### Baixo-relevos exteriores

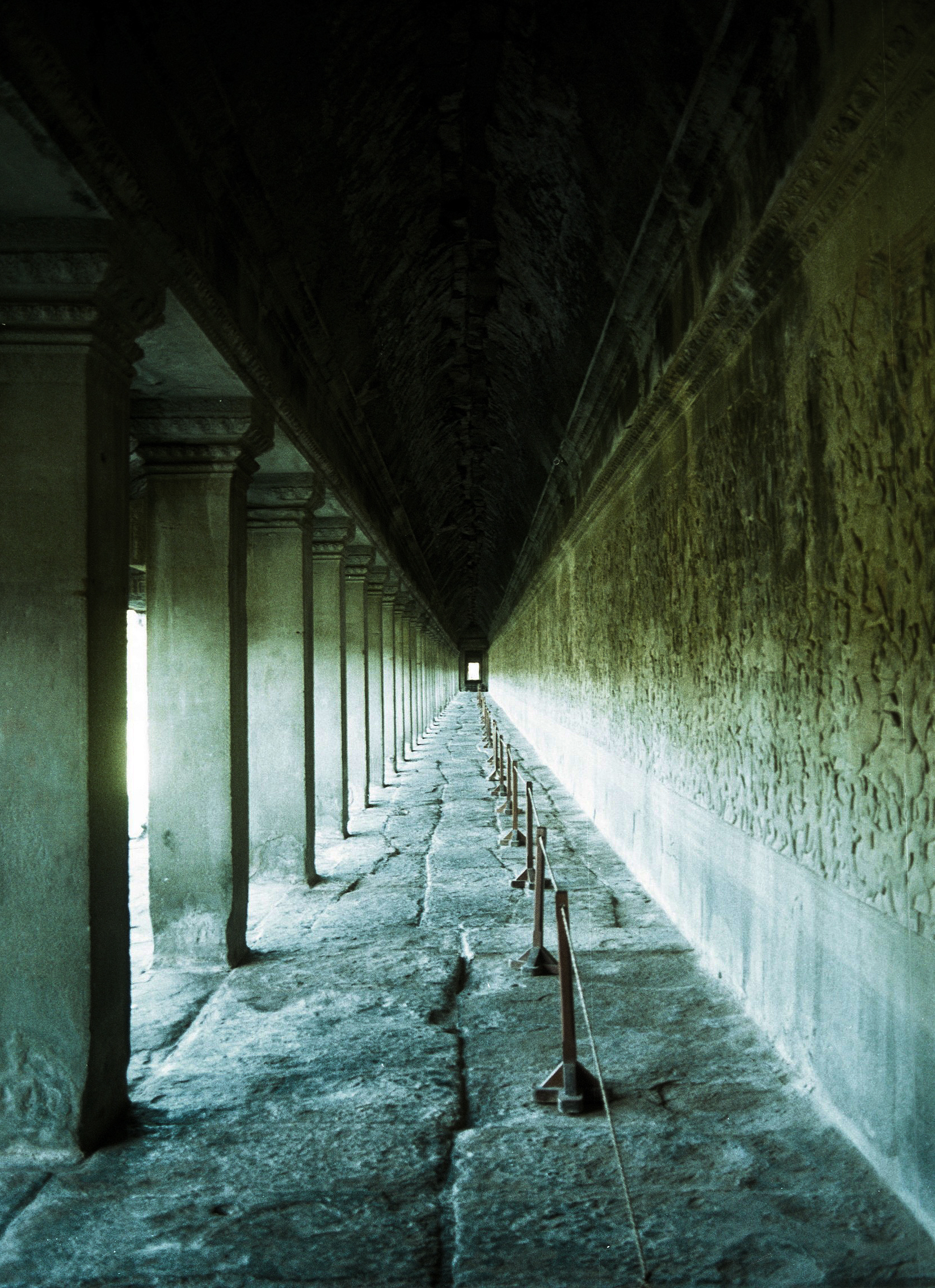
Galeria de um dos frisos exteriores.

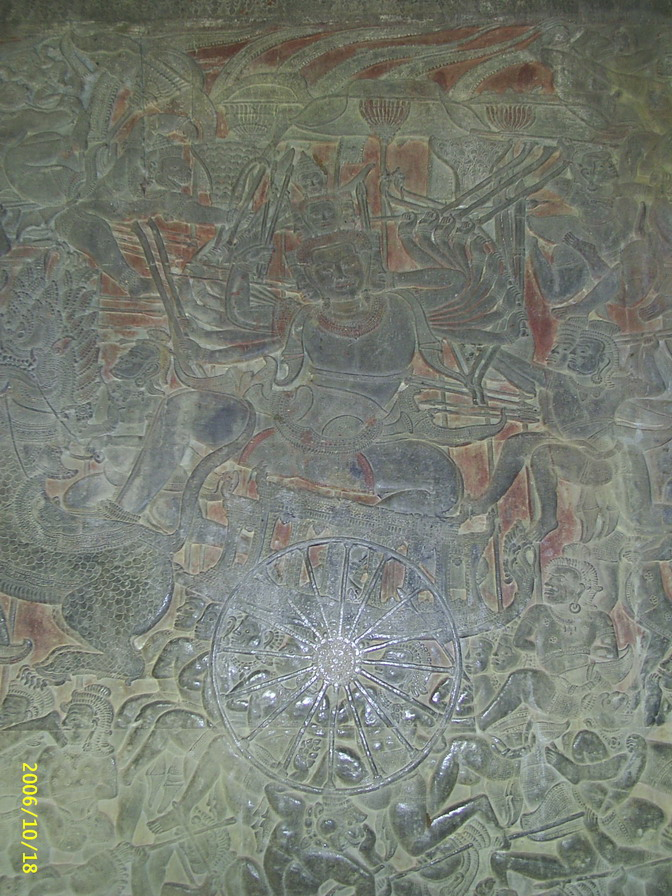
Ravana lutando na batalha de Lanka.

Os baixo-relevos do recinto exterior dividem-se em oito enormes cenas principais (duas cenas por muro) e várias cenas menores, situadas nos pavilhões dos cantos. Desde a entrada principal e em sentido anti-horário, as cenas principais denominam-se:
- Batalha de Kurukshetra.

Este friso de 49 m descreve uma passagem do livro Mahabharata na que se narra a terrível batalha final de Kurukshetra entre os clãs rivais Pandavas e Kauravas. O exército Kaurava avança pela esquerda e o Pandava pela direita, e, à medida que se encontram no centro, empeza-se a desenvolver a batalha.
- Procissão histórica.

Friso de 94 m que amostra um desfile do rei construtor do templo, Suryavarman II, com as suas tropas. Acredita-se que este relevo foi esculpido pouco depois da sua morte.
- Céus e infernos.

Nos seus 64 m, amostra a cena do juízo de Yama, o deus da morte hindu, separando os merecedores do céu ou do inferno, bem como cenas dos 37 céus e os 32 infernos da religião hindu.
- Batido do oceano de leite.

Um friso de 49 m que encena o exótico passagem do Batido do oceano de leite; uma cena do Bhagavata-Purana na que os deuses e os asuras se unem para bater o mítico "oceano de leite" (kshirodadhi), utilizando para isso uma montanha e a Vasuki, a rainha das nagas, como corda para a facer girar. O relevo amostra como uma vez que, após bater o oceano durante milhares de anos, aparece uma taça cheia de amrita ou néctar da imortalidade, os deuses e os asuras começam a pelejar por ela.
- Vitória de Vixnu sobre os asuras.

Amostra Vixnu lutando contra um exército de asuras. É um relevo mais tardio e de inferior qualidade artística.
- Vitória de Krishna sobre o asura Bana.

Cena de 66 m, bem como de inferior qualidade, que amostra a batalha de Krishna e um asura de mil braços chamado Bana, ao que Krishna corta todos menos dois.
- Batalha de devas e asuras.

Friso de 94 metros no que figuram quase todos os deuses do panteão hindu lutando contra um exército de asuras numa batalha por determinar.
- Batalha de Lanka.

Amostra o clímax do livro Ramayana, no que o deus Rama (encarnação de Vixnu), ajudado por um exército de monos, derrota o demônio Ravana e resgata a sua esposa Sita.

## Construção

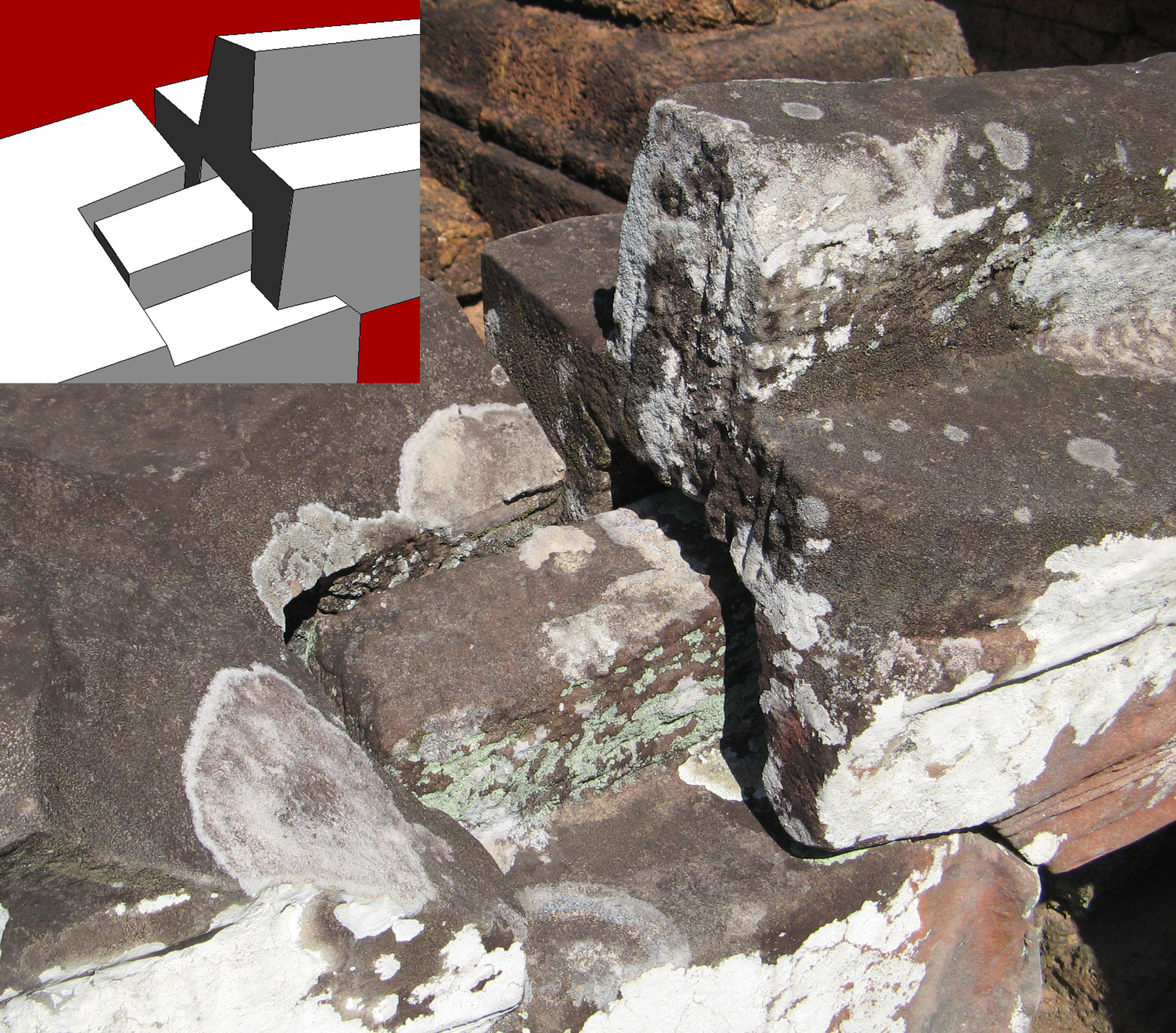
Lavradura em pedra no templo de Phimeanakas.

Embora o muro exterior fosse construído com laterita, e algumas fontes falam também de usos esporádicos de limonita, o templo está edificado quase na íntegra em pedra arenito. Os blocos, que chegavam a pesar 4 toneladas, eram transportados, por canais, de uma canteira situada a 40 km a nordeste do templo. Acredita-se que a pedra utilizada (5 milhões de toneladas) é equivalente à empregada para a construção da pirâmide de Quéfren, em Giza, a qual necessitou milhares de trabalhadores. Um engenheiro contemporâneo estimou que a construção de Angkor Wat atualmente requiriria 300 anos, enquanto o templo real foi construído em menos de 40.
As peças de arenito eram cuidadosamente lavradas para encaixar perfeitamente, pois na maior parte da construção não se empregou nenhum tipo de argamassa, utilizando ocasionalmente até mesmo sistemas de encaixe do tipo caixa e espiga. Nos pontos nos quais se usaram de pastas de união puderam ter-se empregado resinas.
A laterita foi empregue nos alicerces, plataformas e nos muros exteriores de cerramento. Estas pedras eram cortadas em tamanhos que variavam entre 30x40x60 cm e 40x50x80 cm, se bem que se encontraram peças de até 2 m de comprimento. Sendo o acabamento da laterita excessivamente tosco, os vãos praticados em muros deste material eram terminados com arenito. Muitos arqueólogos estão convencidos de que os paramentos de laterita, que estão atualmente ao descoberto, deveram estar guarnecidos com estuque, e provavelmente também pintados.
Também foi documentado o emprego da madeira em alguns tetos do templo, bem como das telhas cerâmicas e do chumbo.
Geralmente, os baixo-relevos que decoram as paredes do templo não se acrescentaram com posterioridade, mas foram esculpidos diretamente sobre a rocha do templo, como testemunha o templo inacabado de Ta Keo, onde se aprecia a volumetria já terminada das torres, embora nunca chegassem a ser esculpidas.

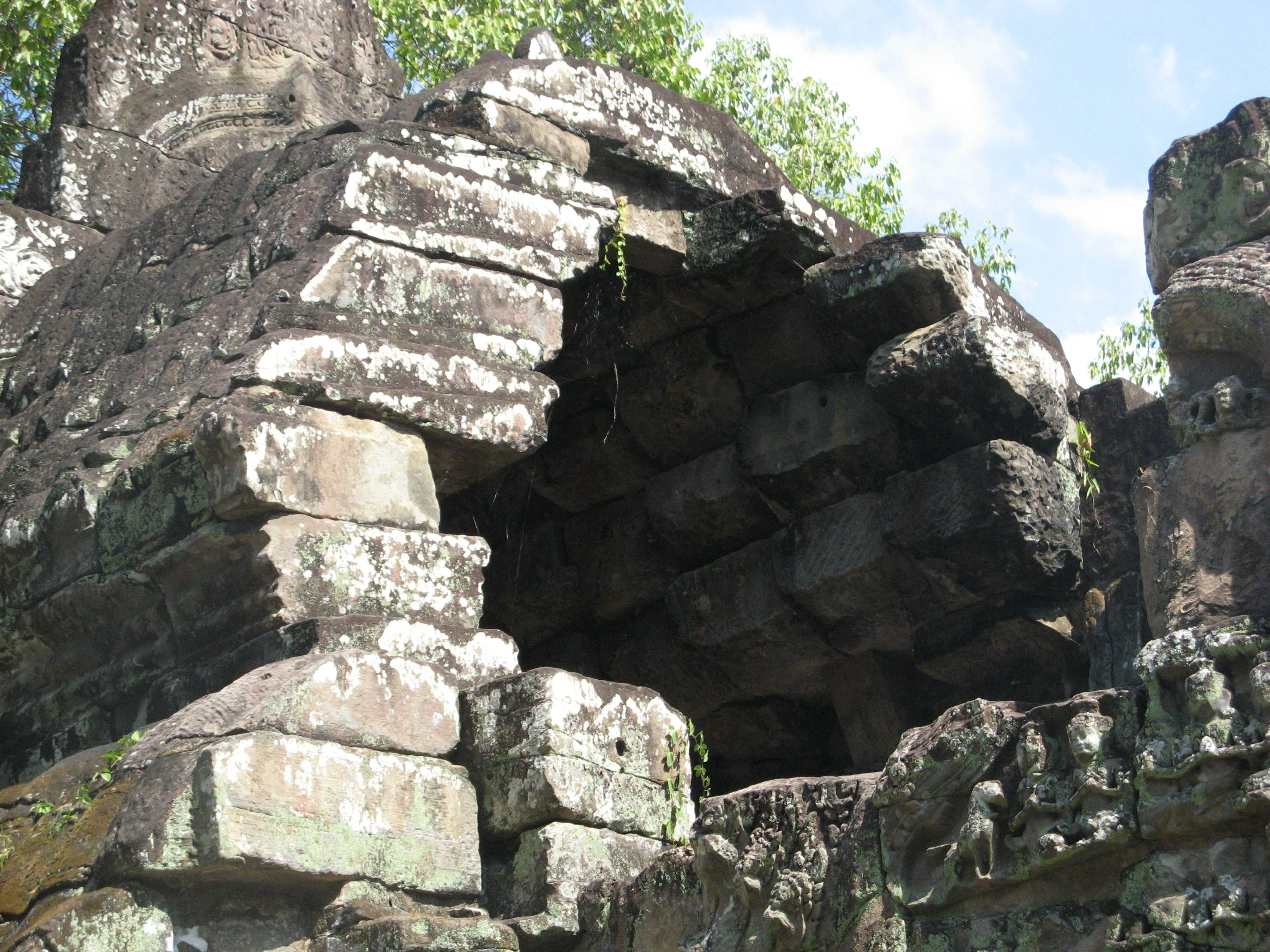
Coberta em falsa abóbada na zona de Angkor.

A morfologia dos templos khmer está indubitavelmente condicionada pelo seu desconhecimento da técnica do arco. Como consequência desta desvantagem, os khmer não puderam construir espaços interiores amplos, e a sua arquitetura é composta de espaços exteriores e galerias. Tanto as abóbadas quanto as cúpulas, com a forma de lótus, foram construídas mediante o sistema de falsa abóbada, aproximando ligeira e escalonadamente as sucessivas fiadas dos muros, até conseguir um falso arco, mas com aduelas horizontais. As galerias mais estreitas, devido ao seu reduzido tamanho, não precisavam de contrafortes. Devido também à sua pequena dimensão, nestes corredores era comum esculpir as pedras com forma curva para conseguir o efeito de abóbada. Não ocorria assim nas galerias maiores, que deixavam as peças com forma prismática. Estas galerias de maior dimensão evitavam o emprego de contrafortes dispondo corredores paralelos mais baixos, com uma média abóbada que conseguia um efeito similar aos sistemas de arcobotantes e contrafortes das igrejas pétreas ocidentais. No caso das cúpulas, muito verticais, é o próprio peso das mesmas o que consegue evitar o emprego de contrafortes, ao verticalizar a soma de tensões diretamente para o chão.
Segundo modernas pesquisas, o grande lago perimetral cumpria também uma função estrutural: o clima monçônico da zona, com uma época marcada por chuvas e uma época seca, gerava grandes movimentos no solo, o qual à medida que avançava a estação seca ia contraindo-se pela perda da água. Estes movimentos anuais terminavam por arruinar os alicerces dos templos, provocando afundamentos e colapsos nas estruturas. A presença de um grande lago, que nunca seca na estação seca, permite que o solo do templo permaneça estável todo o ano, evitando assim os problemas com a cimentação.

## Turismo

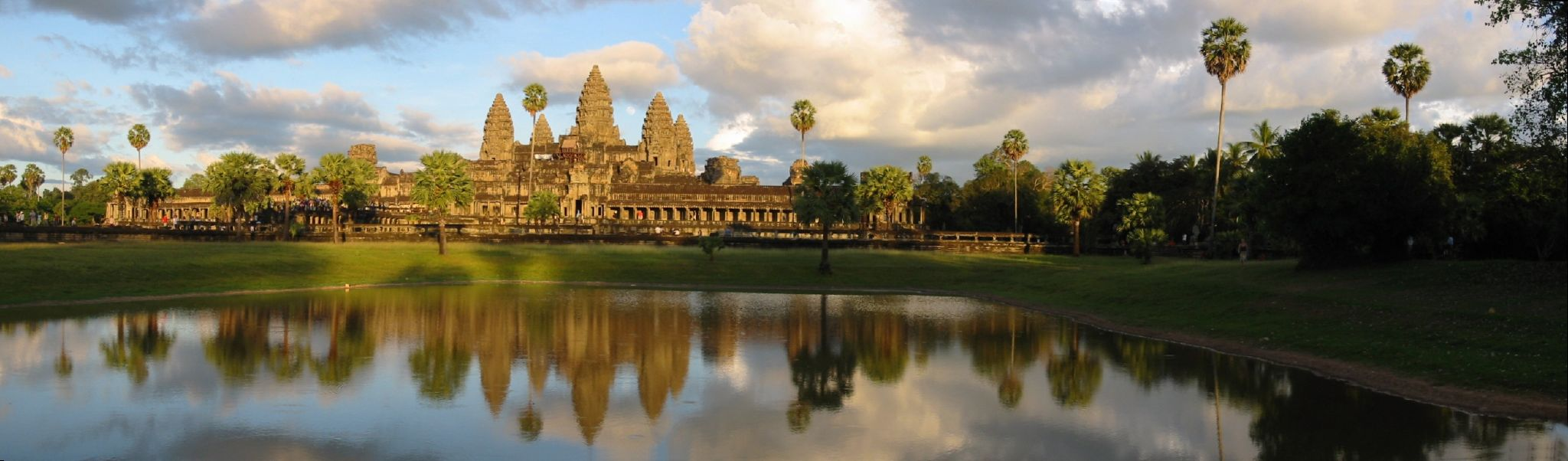
Vista do templo central desde o interior do recinto exterior.

Após a relativa normalização da situação política no Camboja, Angkor e o seu templo principal, Angkor Wat, tornaram-se num importante destino turístico: o complexo recebeu 561 000 turistas em 2004, 677 000 em 2005, e cerca de um milhão em 2008. Para evitar o desgaste produzido pela massiva afluência de turistas, bem como com objetivo de previr o vandalismo, estão começando a proteger e adaptar algumas zonas do templo particularmente delicadas. Contudo, poucos monumentos atualmente podem ser observados tão livremente como os de Angkor. Entre as iniciativas que permitam diminuir a pressão de visitantes no templo se estão avaliando opções como estabelecer diferentes percursos alternativos, ou iluminar o templo com luz artificial para poder prolongar o horário de visita depois do pôr-do-sol.
Embora 28%  da renda por turismo reverta em trabalhos de conservação e restauração, ainda a maior parte dos trabalhos de manutenção são financiados com fundos estrangeiros.